# Sartidia
Sartidia es un género de plantas herbáceas perteneciente a la familia de las poáceas. Es originario de Sudáfrica. Comprende 5 especies descritas y  aceptadas.

## Descripción
Son plantas perennes; densamente cespitosas, con tallos de 80-200 cm de alto; herbáceos; no ramificados . Los nodos de los culmos glabros. Entrenudos sólidos. Plantas desarmadas. Los brotes jóvenes de las hojas no se agregan basalmente; hojas lineales ; estrechas; de 2-4 mm de ancho; laminadas; no pseudopetioladas ; sin venación; persistentes; laminados en brote. Lígula con una membrana con flecos, o una franja de pelos ; truncada; de 0,3-1 mm de largo, contra-lígula presente (como una línea de pelos, en S. jucunda ), o ausente.  Plantas bisexuales, con espiguillas bisexuales; con flores hermafroditas. Las inflorescencia son paniculadas; abiertas; espatáceas.

## Taxonomía
El género fue descrito por Bernard De Winter y publicado en Kirkia 3: 137. 1963. La especie tipo es: Sartidia angolensis (C.E.Hubb.) De Winter 
Etimología
Sartidia: nombre genérico que fue otorgado por el anagrama de Aristida, un género de la misma familia.
Citología
El número cromosómico básico es x = 11, con números cromosómicos somáticos de 2n = 22. diploide

## Especies aceptadas
A continuación se brinda un listado de las especies del género Sartidia aceptadas hasta noviembre de 2013, ordenadas alfabéticamente. Para cada una se indica el nombre binomial seguido del autor, abreviado según las convenciones y usos.
- Sartidia angolensis (C.E.Hubb.) De Winter
- Sartidia jucunda (Schweick.) De Winter
- Sartidia perrieri (A.Camus) Bourreil
- Sartidia vanderystii  (De Wild.) De Winter